# Спас из Гавшинки

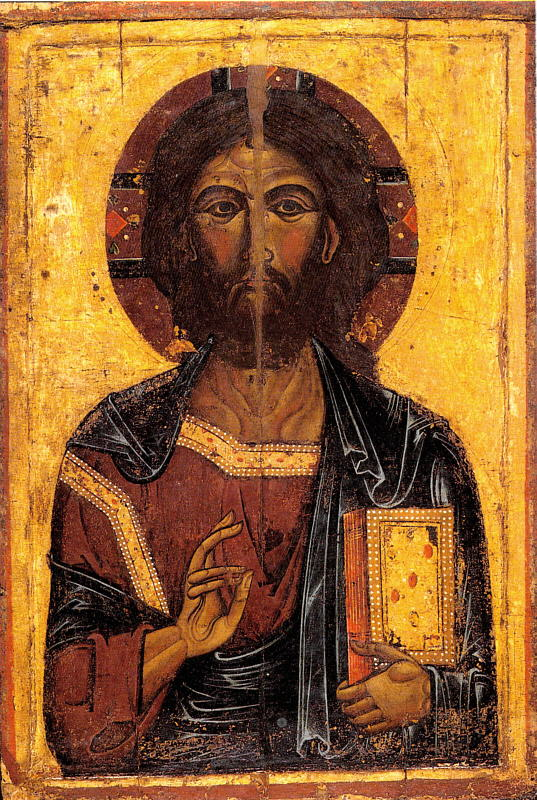
С точки зрения Энгелины Смирновой, сходство «Спаса» с памятниками XI века объясняется переработкой северорусскими иконописцами в простонародном духе рафинированно-манерной византийской живописи комниновского периода

«Спас Вседержитель» — памятник иконописи «позднекомниновского маньеризма», который как наиболее древний экспонат открывает экспозицию Музея имени Андрея Рублёва в Андрониковом монастыре. Поступил в собрание в 1976 году от Василия Ситникова. Отличительные черты образа — подчёркнутая мускулистость рук и торса Спасителя, который трактован как мужественный «творец Вселенной, наделённый огромной творческой мощью». Размеры иконы 123×83 см.
Датировка и место создания иконы вызывают споры. Отсутствие стилистических соответствий в древнерусском искусстве («внутренний напор формы, энергия взгляда») позволяет предположить происхождение из Византии XI—XII веков. Энгелина Смирнова датирует образ серединой XIII века и соотносит его с коринским «Знамением» как пример «утрированной тяжеловесности» и «усиленной выразительности художественных форм», свойственных русскому искусству в первые после монгольского нашествия годы.
Икона происходит из построенной в 1773 году Спасской церкви в селе Гавшинка на берегу реки Соньга (Сонгоба) за Волгой под Ярославлем. В новое время село принадлежало Толгскому монастырю, однако до Смутного времени это была вотчина бояр Долгово-Сабуровых, выводивших своё происхождение от ордынского мурзы, который в XIII веке принял крещение в Ярославле и якобы состоял на службе у Александра Невского.
Сохранность памятника удовлетворительная, повреждён только нимб и имеются следы позднейшей записи на одежде. Предполагается, что в иконостасе Спасской церкви с образом Спасителя (вероятно, храмовым) соседствовал список с иконы Толгской Богоматери (XVIII век), который сейчас можно видеть в надвратной церкви монастыря на Толге.